# کوپا دی لا لیگا
کوپا دی لالیگا (به اسپانیایی: Copa de la Lliga espanyola de futbol) رقابت‌های فوتبالی بود که از سال ۱۹۸۲ تا ۱۹۸۶ در اسپانیا برگزار می‌شد. بارسلونا تنها تیمی بود که در این رقابت‌ها دو بار قهرمان شد.

## قهرمان‌ها
| فصل     | قهرمان      | نایب قهرمان    |
| ------- | ----------- | -------------- |
| ۱۹۸۲–۸۳ | بارسلونا    | رئال مادرید    |
| ۱۹۸۳–۸۴ | وایادولید   | اتلتیکو مادرید |
| ۱۹۸۴–۸۵ | رئال مادرید | اتلتیکو مادرید |
| ۱۹۸۵–۸۶ | بارسلونا    | رئال بتیس      |